# Martorell (Spanje)
Martorell is een gemeente in de Spaanse provincie Barcelona in de regio Catalonië met een oppervlakte van 13 km². Martorell telt 27.645 inwoners (1 januari 2016).
Het hoofdkantoor en de belangrijkste fabriek van autofabrikant SEAT zijn in Martorell gevestigd. Onder meer de SEAT Ibiza, Leon, Arona en Audi A1 werden of worden er geproduceerd.
Martorell is de geboorteplaats van de priester en componist Joan Cererols i Fornells (1618-1680).
In Martorell bevindt zich de Pont del Diable.

## Demografische ontwikkeling
Bron: INE; 1857-2011: volkstellingen

## Geboren
- Jana Fernández (2002), voetbalster